# 篠宮梨乃
篠宮 梨乃（しのみや りの）は、日本のロリータモデル、女性声優。福岡県出身。以前はヴィムス所属。
日本ナレーション演技研究所特待生オーディション（2004年度）19期生出身。

## 出演

### ゲーム
2011年
- わグルま!（エクス）

### ミュージカル
- 「桜姫と魔法の本」〜ミュージカルで綴る〜 Hiroko Tokumine Grand Collection Show 2018（2018年8月11日）- 薫子 役[2]